# Болховець (станція)
Болховець — пасажирський зупинний пункт Бєлгородської дирекції Південно-Східної залізниці на електрифікованій лінії Бєлгород —Червоний Хутір — Харків між зупинними пунктами Головине та Червоне.

## Історія
Рішення про створення залізничної станції:
Клопотання про створення залізничної станції біля села Болховець на лінії Бєлгород-Сумської залізниці було порушено на екстреному засіданні Білгородського повітового земського зібрання 30 травня 1900 року.
27 червня 1900 року відповідні подання за № 2377, з проханням підтримати відповідні рішення було направлено до Курського губернського земського зібрання.
30 червня 1900 року Курська земська управа за № 1032/15389 запросила відомості про обсяги ввезення вивезення вантажу з передбачуваної станції.
5 липня 1900 року ініціатор запиту Василь Васильович Кузьмін надіслав докладну записку з цього питання, яку він отримав у Болховецькому повітовому управлінні.
Записка повітового управління про створення станціїстанції:
У записці Болховецького повітового управління вказувалося, що експорту з навколишньої території підлягає:
1. 632'000 пудів зерна.
2. Велика частина місцевих овочів вирощуваних уздовж річок Везелка і Болхова, що експортуються головним чином на південь.
3. Крейдяні заводи розташовані біля села Болховець щорічно виробляють крейди та вапна 1'518'750 пудів і привозять для своєї потреби 228'750 пудів вугілля.
4. Каменоломня відправляє щорічно близько 300 вагонів вантажів.
Повітове управління також вказувало на те, що з будівництвом залізничної станції видобуток корисних копалин зросте, а в окрузі можна буде налагодити вирощування цукрових буряків, як це вже має місце у села Томаровка.
Повінь 1959 року:
Влітку 1959 року, після сильної зливи, греблі в балках верхів'я річки Гостинка були зірвані, руслом пройшла стіна води вище за метр, попутно зносячи інші греблі, що зустрічалися. Павільйон станції Болховець був затоплений і простояв у воді декілька місяців. Сліди рівня води на цегляній кладці станції від повені добре помітні й досі.

## Пасажирське сполучення
На станції щоденно зупиняються приміські електропоїзди:
- Бєлгород — Наумівка (№№ 6307, 6313) та Наумівка — Бєлгород (№№ 6306, 6314; перевізник — АТ «ППК „Черноземье“»)